# 비육장

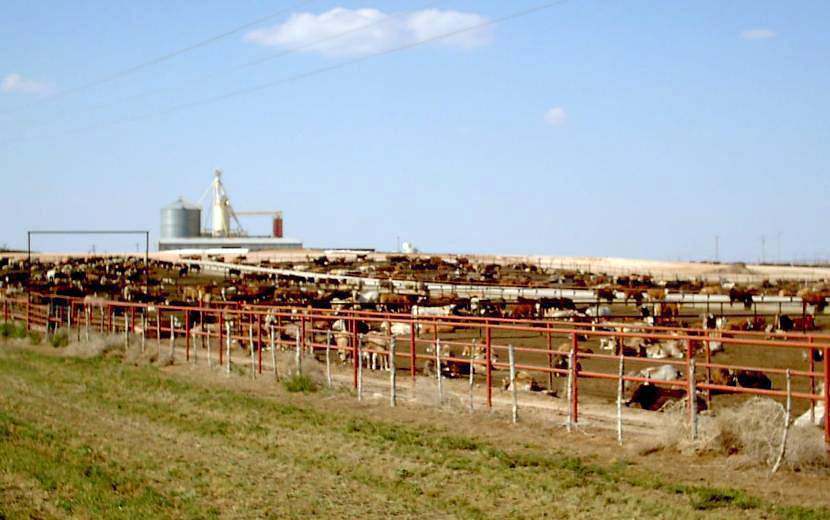
텍사스의 비육장의 육우

비육장(肥育場, 영어: feedlot 또는 feed yard)은 도축 전 집약적 동물 사육 특히 육우뿐만 아니라 돼지, 말, 양, 칠면조, 닭 또는 오리를 사육하는 데 사용되는 일종의 동물 사육 작업(AFO)이다. 대규모 쇠고기 비육장은 미국에서는 집약적 가축 사육장(CAFO), 캐나다에서는 집중적 가축 사육장(ILO) 또는 밀폐 사육장(CFO)라고 한다. 우리 안에는 수천 마리의 동물이 들어 있을 수 있다.

## 같이 보기
- 육우

## 더 읽을거리
- Encyclopedia of Oklahoma History and Culture – Feedlots